# Неделимость труда
Неделимость труда — макроэкономическая концепция, под которой подразумевается невозможность использования труда в бесконечно делимом количестве, что подразумевает необходимость его покупки у работников партиями (то есть отдельными промежутками времени), как, например, восемь часов в день или сорок часов в неделю. Такой принцип приводит к тому, что количество отработанного времени различается между идентичными работниками: некоторые могут быть безработными, тогда как другие — полностью занятыми или даже сверхзанятыми.
Напротив, если предположить, что труд может быть приобретён в бесконечно делимом количестве, работники идентичны, а их функции полезности выпуклы по досугу и доходу, то оптимальным исходом в таком случае являлось бы занятость работников на ограниченное время, что обеспечило бы их частичную занятость либо отсутствие безработицы среди них.
Причины продажи труда отдельными промежутками в отличие от их беспрерывного предложения заключаются в наличии постоянных издержек для работодателя, возникающих в результате найма работника, и наличии постоянных издержек для работника, связанных с работодателем.
Концепция неделимости труда была введена в оборот макроэкономистом Гари Хансеном, который описал оплату труда паушальной в попытке дополнить теорию реального делового цикла. Поскольку издержки возникают единовременно в больших количествах, то и существует безработица. С тех пор данное понятие применяется в различных экономических теориях, в частности в теории реального делового цикла. В последующие годы ряд экономистов, основываясь на концепции неделимого труда, введенной Хансеном, анализировали взаимосвязь между микро- и макроэкономическими моделями рынка труда, рассматривали возможность «лотерей» на рынке труда для более эффективного распределения рабочих мест, проводили межстрановые сравнения рынков труда: Ричард Роджерсон в 1988 году, Эдвард Прескотт и другие в 2004 и 2006 годах, Радж Четти с коллегами в 2012 году.